# Didier Tarot
Didier Simon Pierre Tarot (* 9. Mai 1930 in Paris; † 18. Februar 2012 in Neuilly-sur-Seine, Frankreich) war ein französischer Kameramann.

## Leben und Wirken
Tarot begann nach seiner Ausbildung in den ausgehenden 1950er Jahren als Kameraassistent zu arbeiten, ehe er 1961 erstmals alleinverantwortlich einen Kurzfilm fotografieren durfte. Anschließend wirkte Tarot einige Jahre als einfacher Kameramann bei abendfüllenden Filmen. Ab Mitte der 1960er Jahre trat der Pariser zumeist als Chefkameramann in Erscheinung, stand aber auch weiterhin immer mal wieder in untergeordneter Funktion, etwa als Juniorpartner des erfahreneren Kollegen Jean Boffety, hinter der Kamera.
Tarots Arbeiten sind vor allem dem Populärkino zuzuordnen; so fotografierte er beispielsweise eine Reihe von turbulenten Komödien mit Comedystar Louis de Funès, darunter auch dessen letzten Film aus dem Jahre 1982. Hin und wieder wurde Didier Tarot auch für Fernsehproduktionen verpflichtet.

## Filmografie
als einfacher Kameramann, Chefkameramann oder Second-Unit-Kameramann
- 1961: Les chiuchachas (Kurzfilm)
- 1962: Le cousin de Callao (Kurzfilm)
- 1963: Das schöne Leben (La belle vie)
- 1963: Am Herz des Lebens (Au cœur de la vie)
- 1964: Les Gros Bras
- 1965: Die großen Schnauzen (Les grandes gueules)
- 1966: Die Haut des Anderen (La peau des autres)
- 1966: Die Abenteurer (Les Aventuriers)
- 1966: Les malabars sont au parfum
- 1967: Die 7 Masken des Judoka (Casse-tête chinois pour le Judoka)
- 1967: Tante Zita
- 1967: Schußfahrt nach San Remo (Les Cracks)
- 1968: Balduin, der Heiratsmuffel (Le gendarme se marie)
- 1968: Salut Berthe !
- 1969: L’Auvergnat et l’Autobus
- 1970: Der Mann mit der Torpedohaut (La peau de torpedo)
- 1971: Un cave
- 1972: L’homme qui revient de loin (Fernsehserie)
- 1972: L’Ingénu
- 1974: Die Verdächtigen (Les Suspects)
- 1976: Oublie-moi, Mandolinees claquettes
- 1978: Horoskop mit Hindernissen (L’Horoscope)
- 1979: Louis’ unheimliche Begegnung mit den Außerirdischen (Le Gendarme et les Extra-terrestres)
- 1979: Der Graf von Monte Christo (Le Comte de Monte-Cristo, Fernsehmehrteiler)
- 1979: Giganten der Landstraße (L’empreinte des géants)
- 1980: Auch Mörder haben schöne Träume (Pile ou face)
- 1981: Die Olsenbande fliegt über alle Berge (Olsen-banden over alle bjerge)
- 1982: Tête à claques
- 1982: Louis und seine verrückten Politessen (Le Gendarme et les Gendarmettes)
- 1983: Charlots connection
- 1985: Sowas kann nur mir passieren (Ça n’arrive qu’à moi)
- 1985: Death Town (Zone rouge)
- 1991: Operation Corned Beef (L’Opération Corned-Beef)
- 1994: Hélène et les garçons (Fernsehserie)

## Einzelnachweis
1. ↑  Lebensdaten laut Les gens du cinéma

| Personendaten    | Personendaten                                   |
| ---------------- | ----------------------------------------------- |
| NAME             | Tarot, Didier                                   |
| ALTERNATIVNAMEN  | Tarot, Didier Simon Pierre (vollständiger Name) |
| KURZBESCHREIBUNG | französischer Kameramann                        |
| GEBURTSDATUM     | 9. Mai 1930                                     |
| GEBURTSORT       | Paris                                           |
| STERBEDATUM      | 18. Februar 2012                                |
| STERBEORT        | Neuilly-sur-Seine, Frankreich                   |